# Journal of Mammalogy
The Journal of Mammalogy est une revue évaluée par les pairs dédiée aux mammifères. Elle possède un facteur d'impact de 2,225. Elle est la principale publication de l'American Society of Mammalogists (ASM). Les deux ont été fondées en 1919.
Les articles traitent de tous les aspects biologiques des mammifères, incluant l'écologie, la génétique, la biologie de la conservation, le comportement, la systématique, la morphologie et la physiologie.
La revue publie également des nouvelles concernant l'ASM ainsi que des offres de bourses pour les étudiants. 